# Свадебные обычаи башкир

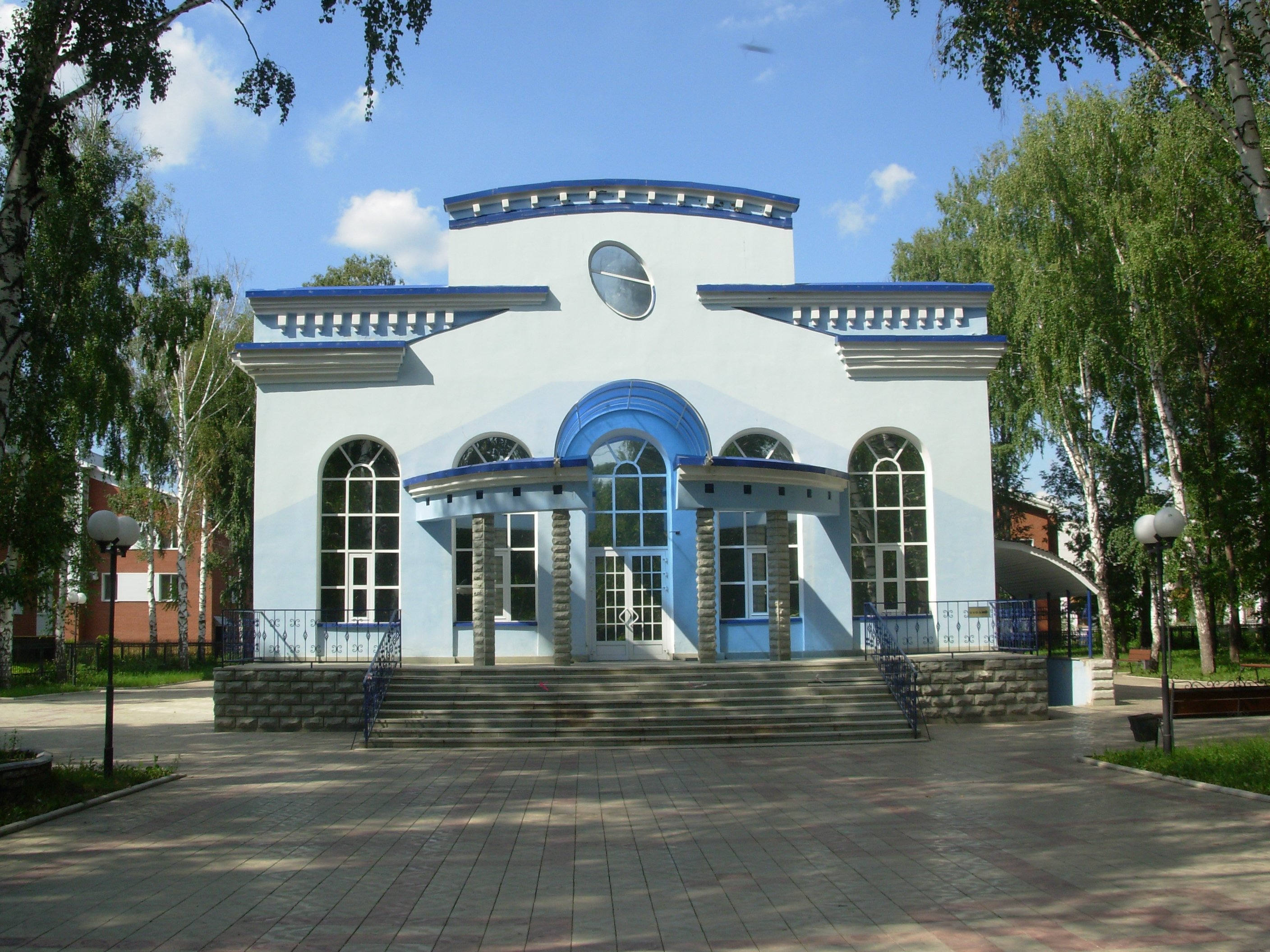
Здание отдела ЗАГС в городе Салавате, Республика Башкортостан

Свадебные обычаи башкир — комплекс свадебных ритуалов и обычаев башкир, вступающих в брак.
Серьёзное отношение к браку у башкир подтверждается башкирскими пословицами: «Мужчина, пока не женится, добропорядочность не обретет», «И у птицы есть гнездо», «У того, кто не женится, дома нет, у того, кто дом не имеет, родины нет» и др.
Башкирская свадьба, её ритуалы и обычаи включают в себя элементы прожитых времен развития башкирской культуры от древней веры до современных капиталистических нововведений. Свадебные обряды нашли отражение в башкирском фольклоре (напр. в эпосах «Алдар менэн Зухра», «Заятуляк менэн Хыухылу», «Кузыйкурпяс менэн Маянхылу» и других).
Замыслы о будущей свадьбе возникали у родителей, когда детям было от 5 до 12 лет. Издавна у башкир проводился обряд сыргатуй — помолвка детей с будущими сужеными.
К свадьбе готовились тщательно, для невесты и жениха шили нарядную одежду, которая после свадьбы переходила в разряд праздничной.
Обряд бракосочетания совершался как на дому с приглашением муллы с метрической книгой для официального заключения брака и записи об этом в книге, так и в мечети. Посещение муллы с прочтением никаха производилось после обмена подарками между родственниками брачующихся или отдачи хотя бы половины калыма. Мулла спрашивал согласия на заключения брака не самих брачующихся, а их отцов.

## Сговор родителей
По достижении ребёнком возраста, допускаемого для вступления в брак его родителей охватывало беспокойство. Отец шёл советоваться с женой — не пора ли женить чадо? Если жена одобряла замысел, то шли напоминать об этом сыну. При согласии сына отец начинал поиски невесты. К отцу найденной невесты отец ехал сам или отправлял сватов. Полученное от него согласие на брак в некоторых районах закреплялось распитием договорившихся сторон из одной чашки напитка бата (разведённый водой мед или кумыс). После этого девушка считалась невестой.
Обычай с распитием из одной чаши был настолько силен, что смене решения отдать замуж дочь, её родители должны были откупаться от родителей жениха деньгами или бартером (скот, ценные вещи) в размере положенного калыма.

## Калым
Обряд получения и передачи калыма заключался в необходимости обеспечения молодоженов необходимым для начала совместной жизни имуществом, чтобы не начинать жизнь с нуля. Размер калыма зависел от района проживания родителей, заранее оговаривался родителями, был посильным и не обременительным для договаривающихся сторон. Необходимость введения самого этого понятия (родители обеспечивали детей всем необходимым безусловно) была обусловлена отсутствием законов о разделе имущества при расторжении брака и дополнительно закреплением брака (при расторжении брака калым возвращался).
Для разных районов Башкортостана существовала минимальная норма калыма. При невозможности выплаты калыма например для тещи в виде лисьей шубы, для соблюдения обряда и приличия её заменяли на овечью или просто на простой халат. Калым полностью отдавался отцу невесты, который взамен его давал приданое. Зачастую приданое было большим по размеру и ценности, чем калым.
Калым мог выплачиваться сразу целиком или постепенно, но до полной выплаты калыма муж не мог появляться на виду у тещи или тестя.
Существовала традиция получения невестой от жениха малого калыма. В качестве малого калыма невесте дарились необходимые ей в быту вещи — платки, халаты, обувь, сундук.
В делах фонда Оренбургского магометанского духовного собрания сохранился интересный материал об имущественных правах членов семьи. Обычно при заключении брачного союза определялся не только размер калыма, но и объем приданого. Ни одна невеста не переходила в дом жениха без приданого. Его размер иногда не уступал калыму. Как и у православных, у башкир-мусульман приданое рассматривалось как единоличная собственность женщины. После смерти бездетной жены приданое обычно возвращалось её родителям. Так, например, зажиточный общинник Бикбулат Бурангулов из деревни Утяш Стерлитамакского уезда после смерти бездетной дочери, выданной замуж за жителя деревни Салихово, при имаме и посредниках получил от бывшего зятя приданое дочери: 2 овец, жеребца, 4 кобыл, 5 коров, 3 еляня (женская верхняя одежда), 3 кашмау (женский головной убор, украшенный кораллами) и другие вещи.

## Обмен подарками
Продолжением сложных свадебных традиций являлся сбор подарков часто проводился в доме родных жениха. Специально обученный мальчик объезжал гостей верхом на лошади и собирая подарки в виде денег, платков, ниток и не дотрагиваясь до них руками передавал жениху. На современных свадьбах подарки кладутся в конверты и также передаются жениху.
Будущая тёща созывает к себе на чайную церемонию своих родных и знакомых, которые приносят ей галантерейные товары — нитки, иголки, материю и др.

## Малая свадьба
Малая свадьба заключалась в посещении муллы и записи сведений в метрической книге. Работа муллы оплачивалась процентом от стоимости калыма.

## Туй

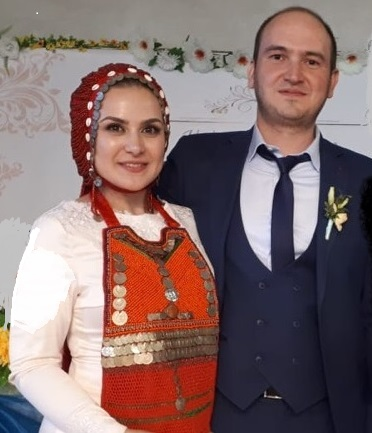
После первой брачной ночи на невесту надевают кашмау - головной убор замужних женщин

Туй — церемония празднования официального заключения брака устраивалась после полной выплаты калыма.
Если калым был выплачен не полностью, то празднование было скромным и приглашались только родственники жены.
Сам Туй продолжался c утра до вечера от 2 до 3 дней. Для развлечения гостей устраивались танцы, игры, состязания по борьбе, скачкам.

## Борьба за невесту
Обряд устраивался по окончании празднований и заключался в чинении препятствий для отъезда жены.
Перечень препятствий зависел от фантазии друзей и родных молодых: молодую прятали подальше, привязывали верёвками, устраивали борьбу, препятствуя её выходу. Ущерб от борьбы (рваная одежда, оторванные пуговицы) оплачивал жених.
Обряд заканчивался победой жениха, дополнительным одариванием невесты и выездом её к мужу. Сам отъезд и приезд в дом мужа обставлялся церемониями сообщениями о приезде, выкупа молодой, передачи в нужном месте управления лошадью женщинам со стороны мужа.

## Обживание дома мужа
Первичное после туя посещение дома мужа также было также оговорено обычаями:
- молодая три раза становилась на колени перед свекром и свекровью и каждый раз её поднимали с колен;
- молодая раздавали родственникам мужа подарки;
- родственники мужа раздавали подарки молодой жене;
- посещение молодой с ведрами и коромыслом речки, бросание в неё монеты, дабы откупиться от водяного;
- первичное открывание мужу лица — после выполнения предыдущих церемоний.

За первичным посещением дома мужа следовал ритуал перехода невесты в статус жены:
- изменение прически (две косы);
- замена девичьего головного убора (такия) на женский (кашмау);
- завязывание пояса — символа счастья, добра и благополучия в семье.

Переход жениха в статус мужа также сопровождался обрядами:
- получение согласия на брак;
- тайные посещения невесты;
- вхождение в семейную жизнь.

Обряды сопровождались обучением молодых основам семейной жизни, половому воспитанию, умению терпеливо переносить женские капризы.

### Русские исследователи о башкирских свадебных обычаях
Первые записи о  башкирских свадебных обычаях  сделал  И.И. Лепёхин во время совершения научных экспедиций в 1768—1772 гг. , они были включены в его книгу «Дневные записки путешествия <…> по разным провинциям Российского государства»  Ссылку на это издание сделал в своей книге "Башкиры" С.И. Руденко, в частности, он привел из его вышеупомянутой книги  строку  "Молодая три раза становилась на колени перед свекром и свекровью и каждый раз её поднимали с колен". 
Свадебный обряд башкир в свое время досконально изучил башкирский поэт и драматург, фольклорист, классик башкирской литературы Мухаметша Бурангулов и написал пьесу  «Башкирская свадьба»  . Он писал, что невестка, войдя в дом, трижды приветствует, повернувшись в передний угол дома, при этом руки ее лежат на левом колене. Другим коленом она касается пола . 
Этот обряд в наши дни забыт.

## Брачные запреты
Башкиры традиционно не брали в жены женщин из своего рода (между родственниками в первых четырёх поколениях). В брак между собой могли вступать только родственники в пятом (тыуа ят) и шестом (ете ят) поколении.
Девушек выдавали замуж в возрасте от 14-15 лет, мужу полагалось быть старше жены на 3-5 лет.
До начала XX века являлся нормой обычного права у башкир являлся левират (от лат. levir — деверь) -  форма брака, в соответствии с которой вдова могла выйти замуж за брата умершего мужа.  В соответствии с системой родства башкир на вдове мог также жениться старший племянник, двоюродный брат или другой родственник покойного мужа. К вступившему в брак с вдовой переходили дети покойного, его имущество, социальный статус, права и обязанности. Левиратные браки способствовали удержанию в семье работников.

## Современная свадьба

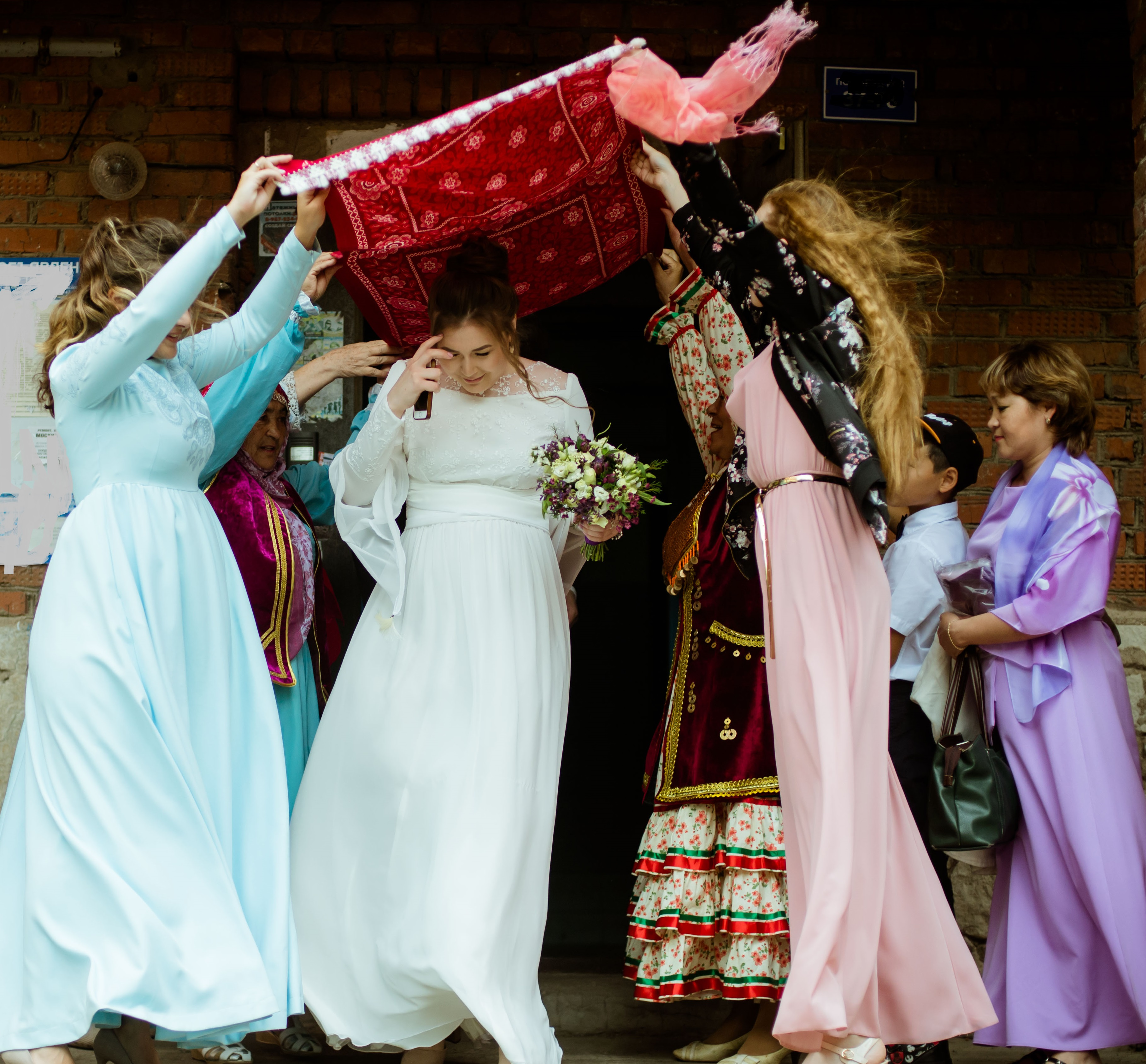
Современная свадьба с элеменами старинных традиций. Выход невесты из подъезда дома под пологом

Современная свадьба проводится скромнее, без соблюдения полностью всех обрядов, с отсутствием приданого, времени проведения застолья и т. д. Произошла смена ценностей. Молодые хотели бы получать в подарок автомобили-иномарки, квартиры, компьютеры.
После оформления в ЗАГСе, обмена кольцами современные молодожены едут на машинах к памятнику Салавату Юлаеву (в Уфе), к памятнику Ленину (в Салавате). Вошло в традицию фотографироваться около этих памятников. Потом едут к мосту на реку Белая, закрепляют на конструкциях моста замки, кидают в реку букеты цветов.
Традицией стало снимать фильмы о свадебной церемонии.

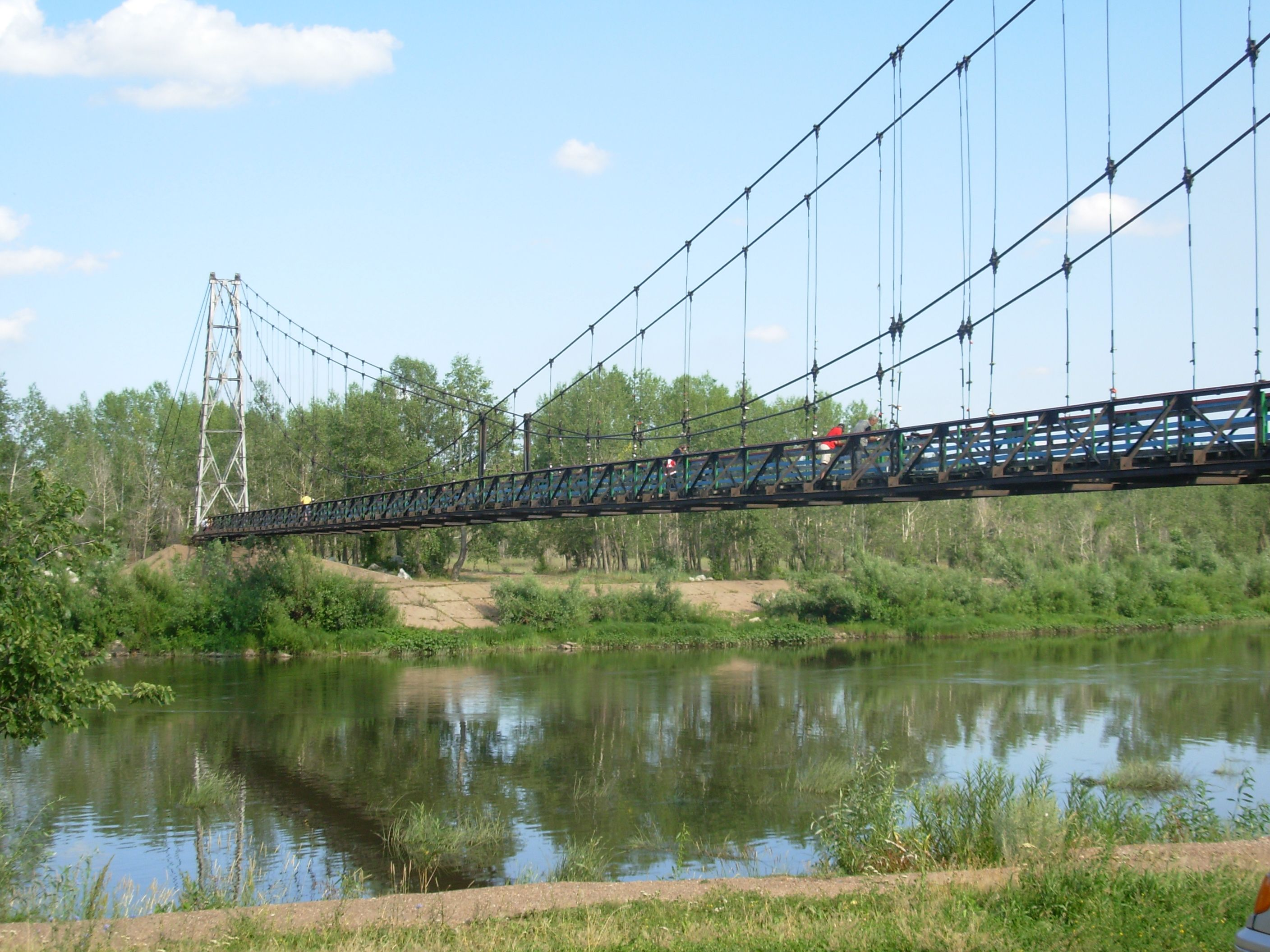
Свадебный мост в Салавате

## Развод
Расторжение брака у башкир издавна осуществлялось по нормами обычного права, с принятием ислама — по законам шариата.
Причины для развода были разными. Например, невыполнение любой из сторон супружеских обязанностей, неполная выплата мужем калыма.
Формой развода был талак.  Брак считался расторгнутым после троекратного произнесения мужем слова “талак" в присутствии свидетелей.
Распространённой у башкир была форма развода - хула. За развод жена возвращала мужу часть махра (компенсация в виде имущества, которое остаётся в собственности жены в случае развода по инициативе мужа или его смерти) или калыма.  При разводе жена могла оставить себе детей только с согласия мужа. С 1828 года запись о разводе производилась в метрических книгах. 19 декабря 1917 года был принят Декрет “О расторжении брака", в соответствии с которым была введена гражданская процедура расторжения брака.

## Галерея

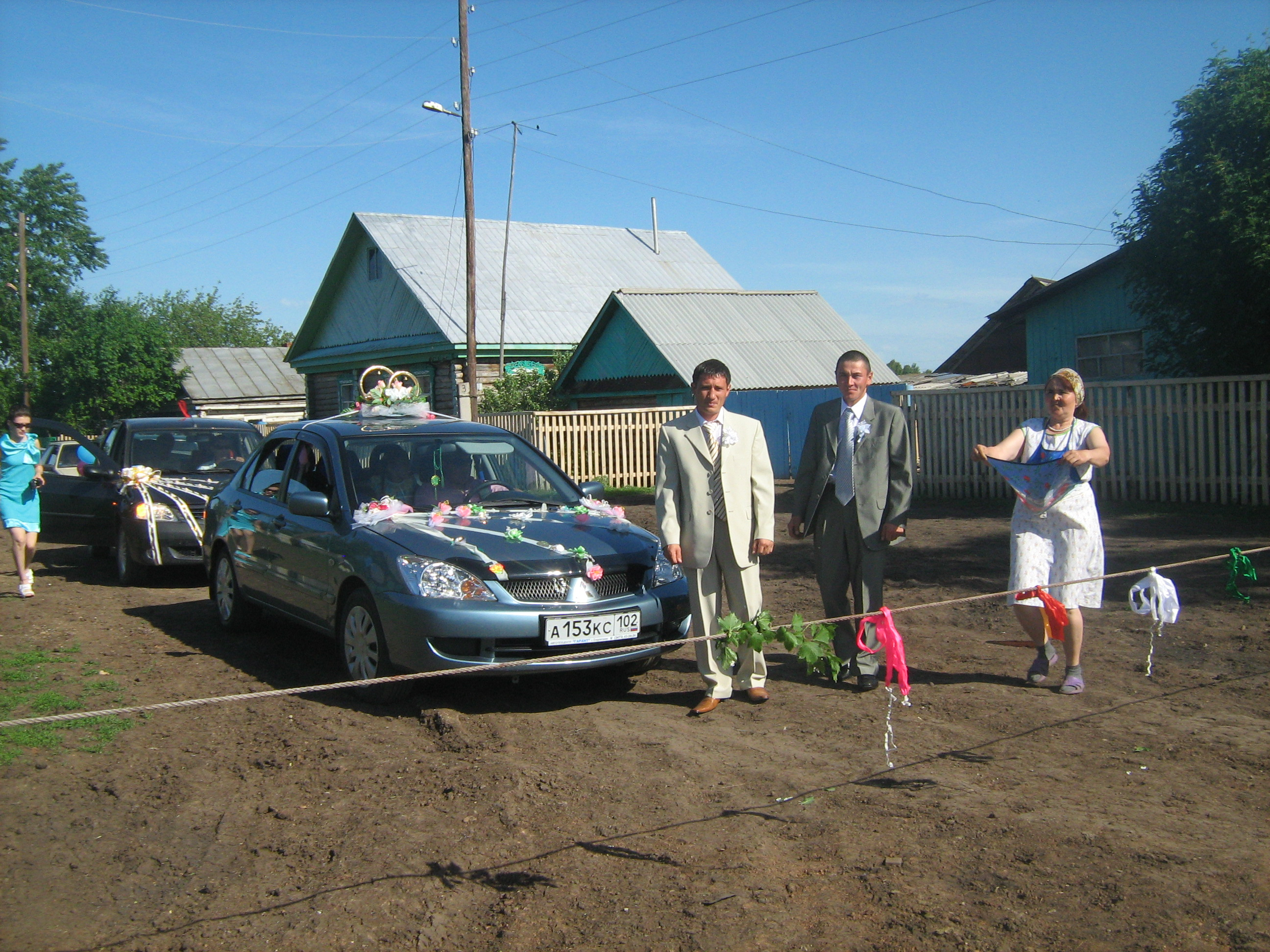
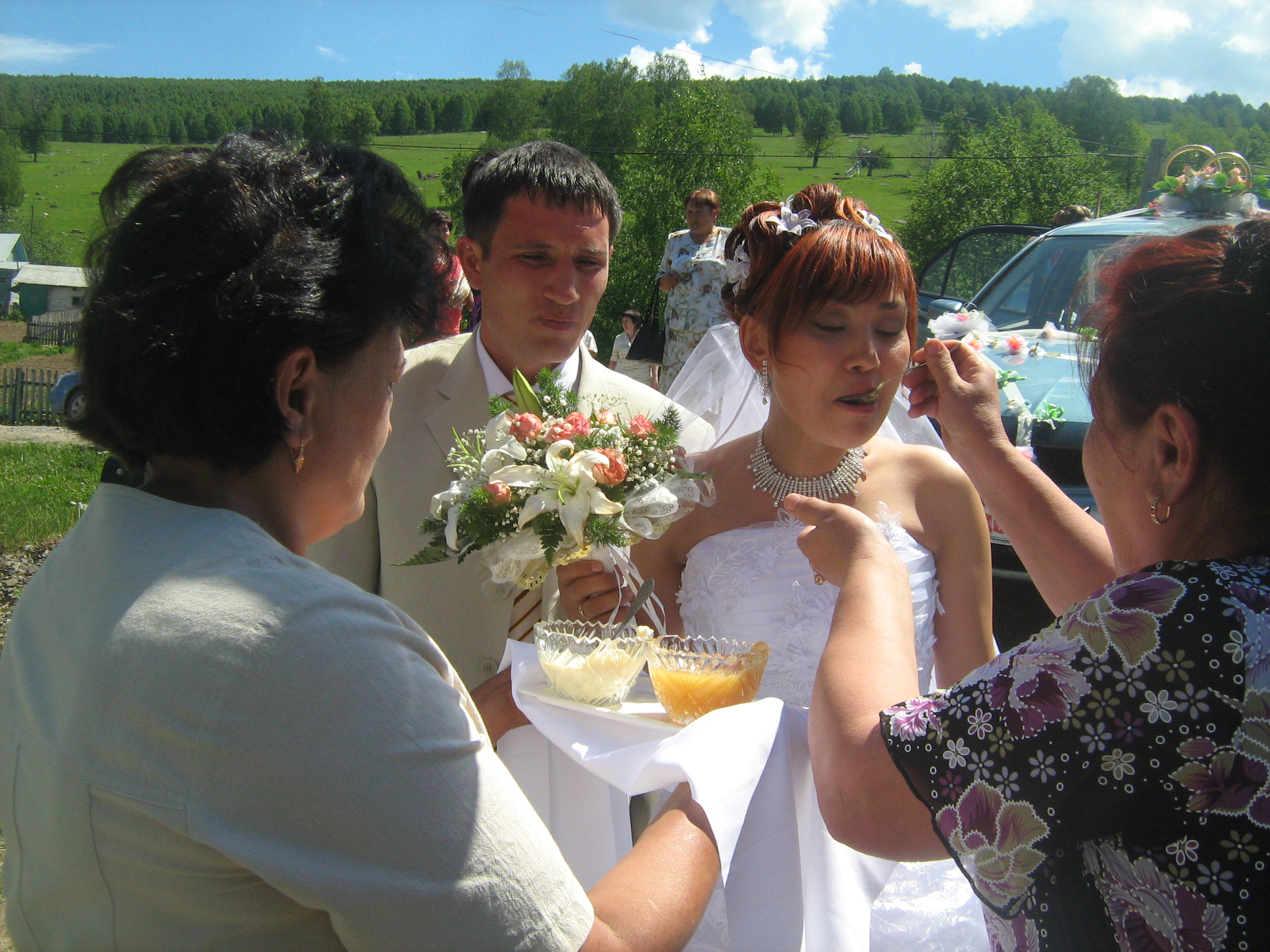
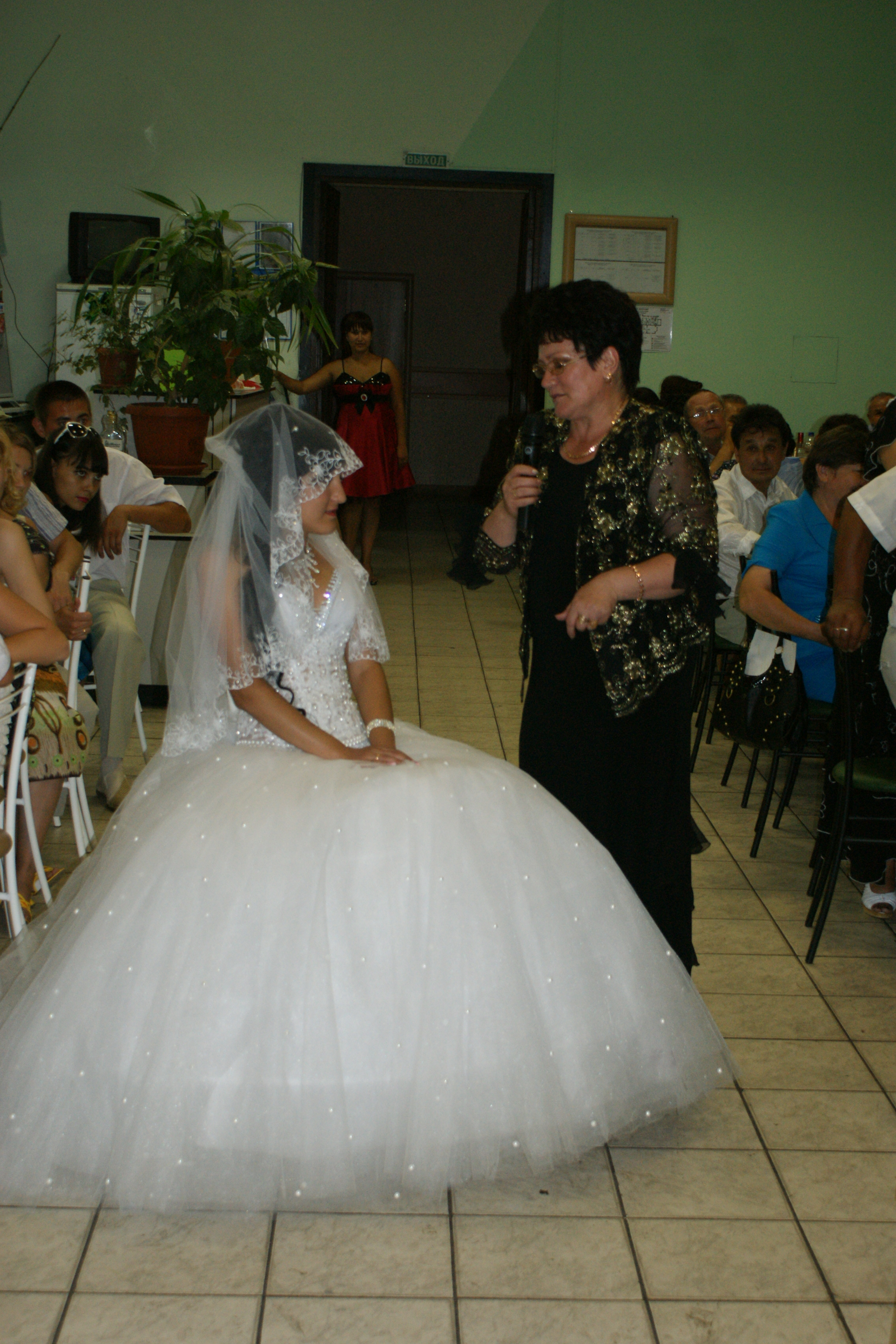
Наставления молодой
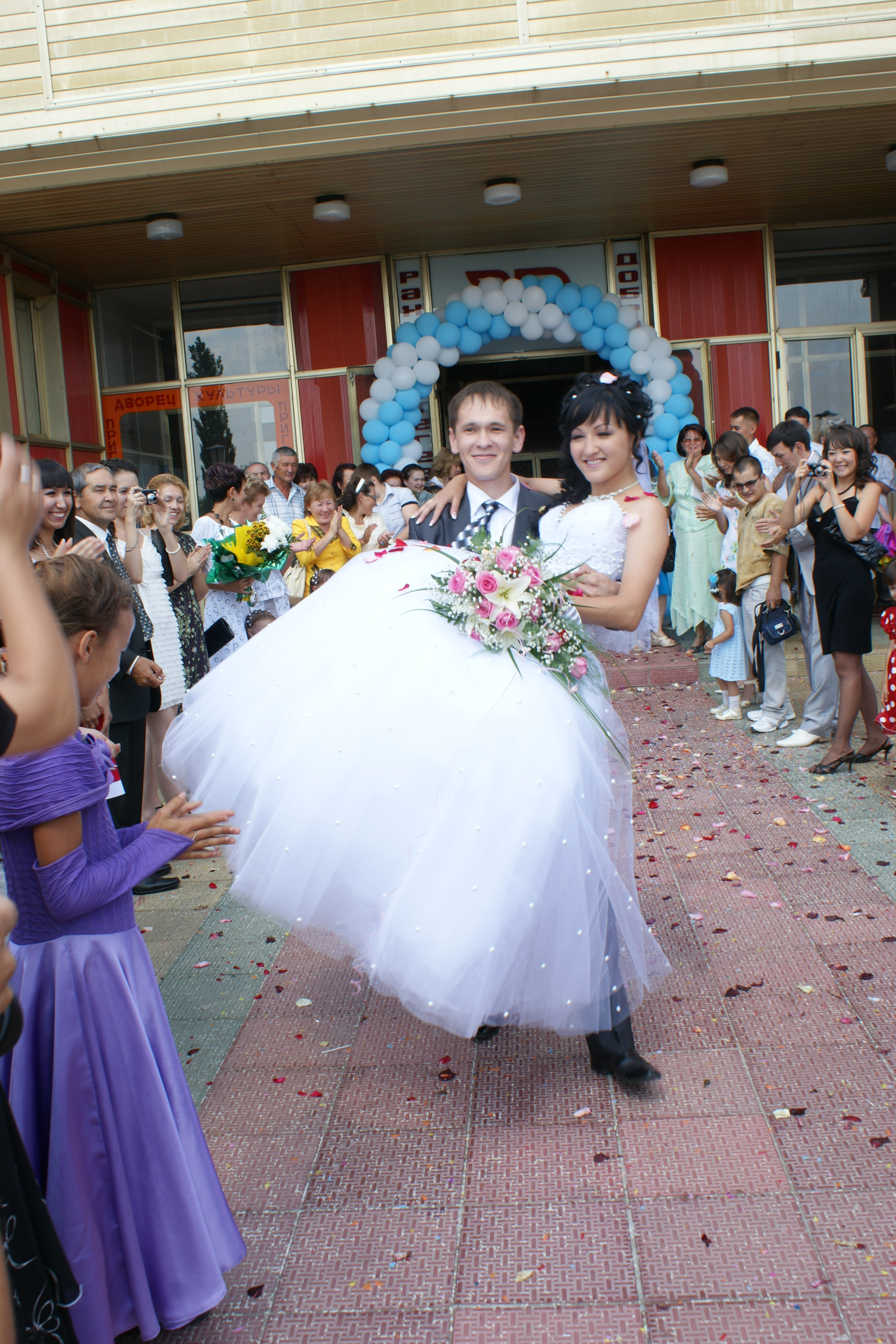
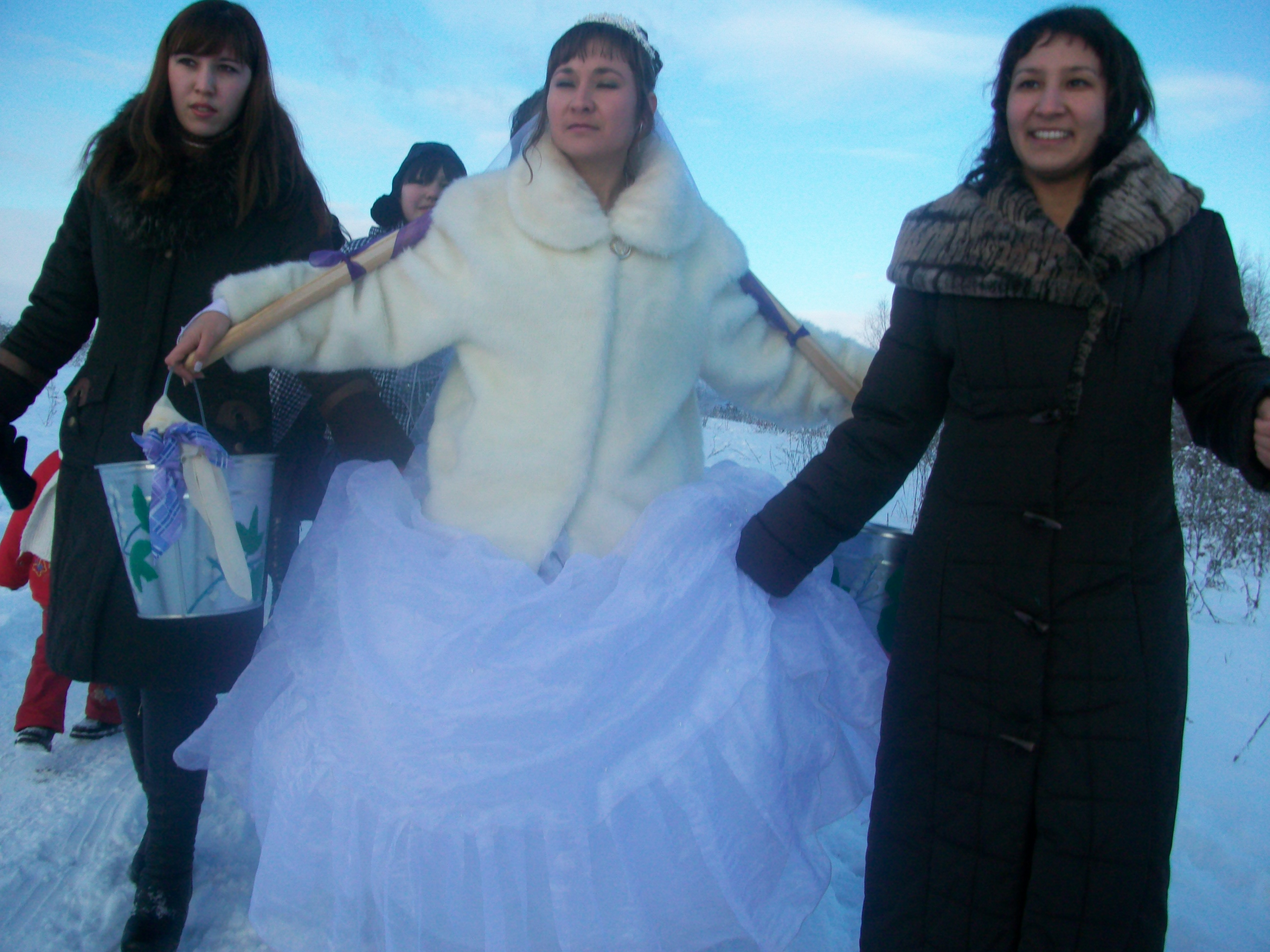
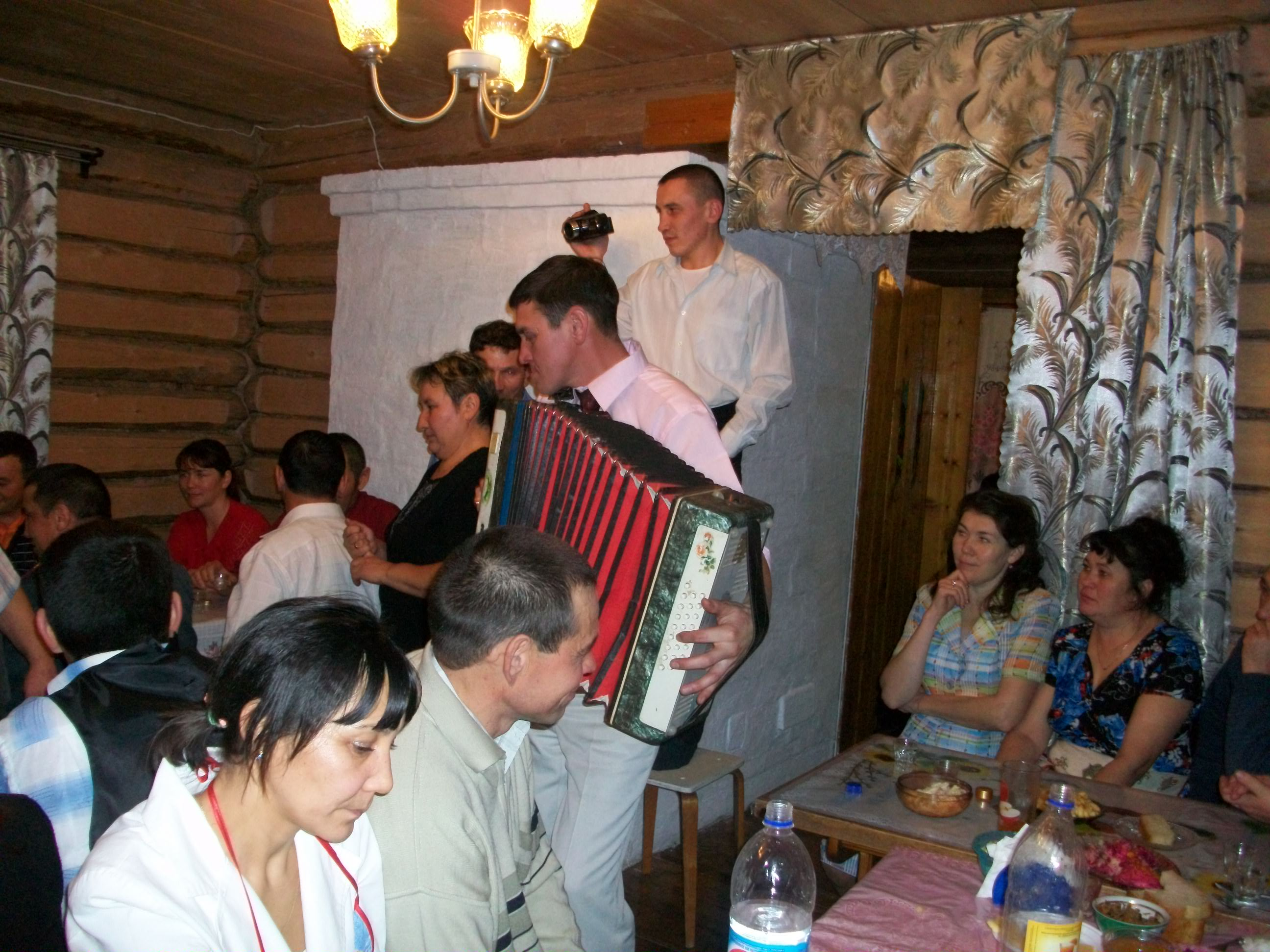